# 佐藤舞
佐藤舞（日语：／ Satō Mai，1995年5月6日—）是日本的女性聲優。隸屬於Amuleto。

## 人物
在上國語課的時候喜歡朗讀，同時也喜歡在朋友面前模仿，因此喜歡上聲優這個職業。而想要當聲優的啟蒙作品是《銀魂》。

## 演出作品
※粗體字為主要角色。

### 電視動畫
2016年
- PJ貝利的咀嚼細品（小洋蔥、老奶奶）

2018年
- LOST SONG（女子學生）

2024年
- Kumarba（Tablis[4]）

### 網路動畫
- （2018年，次男）
- （塔普莉絲）

### 遊戲
2017年
- CHAOS;CHILD Love chu☆chu!!
- 預言者育成學園 Fortune Tellers Academy（偶像團體《バス★テット》·風子[5]）
- 溫泉女孩（那須一與[6]）
- 騎士編年史（艾琳[7]）
- 命運之子（阿格斯）

2018年
- Majestic☆Majolical
- Dragon Awaken（精靈的巫女[8]）
- 歷史調整者（弗洛伊德[9]）
- 緹利亞傳說（柯羅娜[10]、多莉恩）

2019年
- CUE!（明神凜音[11]）

2020年
- 幻想Manège（克拉拉[12]）

2025年
- 錨點降臨 Re:code (莉麗拉)

## 音樂CD

### 角色歌
| 發售日   | 商品名稱           | 演唱名義 | 歌曲                                   | 備註                 |
| 2019年   | 2019年             | 2019年   | 2019年                                 | 2019年               |
| -------- | ------------------ | -------- | -------------------------------------- | -------------------- |
| 11月27日 | Forever Friends    | AiRBLUE  | 「Forever Friends」                    | 遊戲《CUE!》片頭曲   |
| 11月27日 | Forever Friends    | AiRBLUE  | 「」                                   | 遊戲《CUE!》相關歌曲 |
| 11月27日 | Forever Friends    | Moon     | 「Forever Friends」                    | 遊戲《CUE!》相關歌曲 |
| 2020年   |                    |          |                                        |                      |
| 2月12日  | MiRAGE! MiRAGE!!   | Moon     | 「MiRAGE! MiRAGE!!」 「」 「our song」 | 遊戲《CUE!》相關歌曲 |
| 3月25日  | beautiful tomorrow | AiRBLUE  | 「beautiful tomorrow」                 | 遊戲《CUE!》相關歌曲 |
| 3月25日  | beautiful tomorrow | Moon     | 「beautiful tomorrow」                 | 遊戲《CUE!》相關歌曲 |

### 组合成员
1. 1 2  六石陽菜（內山悠里菜）、鷹取舞花（稗田寧寧）、鹿野志穗（守屋亨香）、月居穗乃香（緒方佑奈）、天童悠希（鷹村彩花）、赤川千紗（宮原颯希）、惠庭愛理（飯塚麻結）、九條柚葉（村上真夏）、夜峰美晴（安齋由香里）、神室絢（松田彩希）、宮路真幌（山口愛）、日名倉莉子（鶴野有紗）、丸山利惠（立花日菜）、宇津木聰里（小峯愛未）、明神凜音（佐藤舞）、遠見鳴（土屋李央）
2. 1 2 3  丸山利惠（立花日菜）、宇津木聰里（小峯愛未）、明神凜音（佐藤舞）、遠見鳴（土屋李央）

## 外部連結
- 事務所官方簡歷（页面存档备份，存于）（日語）
- 佐藤舞的X（前Twitter）（日語）（日語）